# 湖南经广
湖南电台经济频道（简称湖南经广）的前身是湖南经济广播电台，于1992年8月8日开播。 湖南电台经济频道是湖南地区唯一的专业财经广播媒体，采用FM90.1、FM91、FM94.6、FM95.7四套调频频率覆盖湖南。

## 简介
湖南电台经济频道（湖南经广）的前身为湖南电台第二台教学节目，1992年1月1日改名为湖南经济广播电台，并于8月8日正式开播。
湖南经广的开播，打响湖南广电的改革第一炮，标志着湖南广播进入直播时代。湖南经广也走出了不少的名主持人，如洪涛、何炅、龙丹妮、郭鑫、王平、李维嘉等。